# Bandeja paisa
La bandeja paisa es el plato insignia de la gastronomía paisa y uno de los platos más representativos de Colombia. Es propio de los departamentos de la región Paisa: Antioquia, Caldas, Risaralda y Quindío.
Una de las características fundamentales de este plato es su abundancia, tanto en cantidad como en variedad de alimentos: frijoles rojos cocidos con cerdo, arroz blanco, carne molida, chicharrón, huevo frito, plátano maduro frito, chorizo, arepa, hogao, morcilla, aguacate y limón. Tal variedad y porciones de cada ingrediente de una bandeja paisa completa solo puede ser servida en platos grandes llamados bandejas.

## Origen
Existen varias versiones sobre su origen. puesto que su forma y composición actual indican que es un plato de desarrollo reciente. Es probable que la bandeja paisa fuese creada por un colombiano residente de Antioquia como innovación de la gastronomía paisa, y se desarrolló como una de estrategia turística, comercial y culinaria. No aparecen referencias en los libros de cocina anteriores a 1950 ni en otros documentos anteriores a esa fecha en la gastronomía colombiana, Al parecer, fue bautizado como plato oficial en Bogotá, en COTELCO (Asociación Hotelera y Turística de Colombia), cuando al crear el primer manual de platos típicos se observa que para la región de Antioquia no existía un plato típico característico.
También es posible que sea una evolución comercial, desarrollada en varios restaurantes de Bogotá y otros lugares de Colombia, a partir del tradicional «seco» antioqueño, un plato compuesto por arroz, frijol, carne u otra proteína animal freída (incluyendo el huevo), plátano, y acompañado con arepa. También puede haber evolucionado a partir de otro plato de común usanza en la región, conocido en la actualidad como «típico montañero» o simplemente «típico». Dicho lo anterior, se debe recalcar que el fiambre antioqueño y su derivación en «seco», como se denomina al plato típico de la cocina vernácula paisa, es la base culinaria de lo que se conoce como bandeja paisa, y sus orígenes se remontan a la colonización misma de la región paisa colombiana.

## Componentes
Este plato se sirve en una vajilla amplia, de varias piezas, y ovalada (tipo bandeja). En su presentación más conocida está compuesto por doce ingredientes invariables; diez de ellos dispuestos en las mencionadas bandejas o platos, y dos más como acompañamiento:
- fríjoles rojos (en especial las variedades lima y cargamanto)
- arroz blanco
- chicharrón
- carne en polvo
- chorizo antioqueño
- rellena o morcilla
- huevo frito
- tajadas de plátano maduro
- aguacate
- arepa antioqueña

Algunas variedades suelen incluir ensalada, papa salada y hogao.

#### Acompañamiento
- mazamorra con leche (la cual se consume con panela molida, blanqueado o bocadillo de guayaba)
- guarapo (bebida de caña de azúcar)
- jugo (en especial de mora o guayaba)

Del plato se encuentran variantes en todas las regiones de Antioquia, el Viejo Caldas, el Tolima y el Valle del Cauca, que incorporan o reemplazan algunos de sus componentes.
En algunos restaurantes típicos antioqueños se ofrece una variación (o extensión) del conjunto original de componentes de la bandeja paisa, con el nombre de «bandeja de las siete carnes», la cual añade, a los nueve componentes básicos, carnes de res y cerdo asadas, morcilla antioqueña e hígado de cerdo a la plancha que, con el chorizo antioqueño, el chicharrón y la carne en polvo, constituyen las mencionadas siete carnes.

## Propuesta como plato nacional de Colombia
En 2005, el Gobierno colombiano planteó convertir la bandeja paisa en el plato nacional de Colombia; pero con el nombre de bandeja montañera. Existe una corriente de opinión para que esta bandeja sea el plato nacional, como se observa en los comentarios del chef Kendon Macdonald,o como anota el erudito Alberto Vasco U., «A finales del siglo pasado y principios del presente, la cultura cafetera con su familia expulsadora de sus hijos menores, había penetrado en todo el país, haciendo de la bandeja paisa un verdadero plato nacional».
Hay, sin embargo, muchas personas que se oponen a esta designación argumentando que «solo un porcentaje de la población colombiana lo consume», que su origen proviene de una sola región de Colombia y que su designación no incluye la opinión de expertos gastrónomos que consideran al sancocho como el plato típico de Colombia pues se prepara en varias regiones del país y de diferentes maneras. De hecho, el sancocho tampoco es un plato exclusivo de Colombia, pues se conoce y consume en muchas naciones como Panamá, Venezuela, la República Dominicana, entre otras. 
Pero el plato nacional de Colombia no pasa de ser una ilusión. La variedad de la cocina colombiana, paralela a su biodiversidad y multiculturalidad, es tal, que no puede hablarse de un plato así. Ni el sancocho, ni la bandeja paisa, ni ninguno otro, podrían abrogarse tal título. Como el sancocho, la bandeja paisa juega un papel importante, eso sí, dentro de la rica diversidad gastronómica colombiana.

## Platos similares en otros países
La bandeja paisa podría categorizarse en compañía de otros platos latinoamericanos de matriz mestiza similar, y que combinan la tradición indígena del frijol y el maíz con la carne, los fritos y el arroz, adobados según las costumbres alimenticias de los conquistadores. Hay sin embargo diferencias entre estos platos «hermanos» y la bandeja paisa, como se observa por ejemplo en el llamado pabellón criollo venezolano, el casado costarricense, el gallo pinto nicaragüense, los moros y cristianos cubanos, la menestra ecuatoriana, la feijoada brasileña y la bandera dominicana.
A diferencia de las diversas variedades de frijol, el arroz no es originario de América, sino que fue introducido en el Caribe y Sudamérica por los colonos europeos, llevando los colonos españoles el arroz asiático a México en la década de 1520 en Veracruz y aproximadamente al mismo tiempo los portugueses y sus esclavos africanos al Brasil colonial. Estudios más recientes sugieren que los esclavos africanos desempeñaron un papel más activo en la consolidación del arroz en el Nuevo Mundo y que el arroz africano fue un cultivo importante desde la primera época.
En cualquier caso, los platos de variedades de arroz y judía fueron una comida básica entre los pueblos de África Occidental, y lo siguieron siendo entre sus descendientes esclavos en las colonias españolas americanas y en el resto de las Américas.
Aunque simple, el plato es muy nutritivo. El arroz es rico en almidón, una fuente excelente de energía, y también tiene hierro, vitamina B y proteína. Los frijoles también son ricos en proteína, y contienen una buena cantidad de hierro y otros minerales necesarios, proporcionando el consumo conjunto con arroz todos los aminoácidos esenciales. Una autoridad dice:

El arroz y los frijoles son una pareja inseparable de alimentos básicos para millones de latinoamericanos, partes de Centroamérica, el Caribe y la zona montañosa andina. Se consuman separados o juntos, estos cultivos aparecen prominentemente en la dieta humana y en las economías nacionales de toda la región, y las tendencias en su producción son un asunto de relevancia inmediata para prácticamente todos sus habitantes.

Además, el arroz y los frijoles son ingredientes comunes y asequibles, estando disponibles incluso en épocas duras. Un nicaragüense explicaba la vida tras el Huracán Mitch diciendo:

Para desayunar tenemos frijoles y arroz. Para almorzar tenemos arroz y frijoles. Para cenar tenemos arroz y frijoles mezclados.